# Джиро д’Италия 2014
Джиро д’Италия 2014 (итал. Giro d'Italia 2014) — 97-я супервеломногодневка по дорогам Северной Ирландии, Ирландии и Италии. Стартовала 9 мая в Белфасте, а завершилась 1 июня в Триесте. Триумфаторами гонки стали колумбийские велогонщики. Наиро Кинтана выиграл свой первый Гранд Тур в карьере, вторым стал его соотечественник Ригоберто Уран, а ещё один колумбиец — Хулиан Арредондо стал горным королём гонки. Третье место в генеральной классификации гонки стал уроженец Италии Фабио Ару.

## Участники
Автоматически приглашения на гонку получили 18 команд мирового тура. Также специальное приглашение получила команда Androni Giocattoli-Venezuela, ставшая лучшей по итогам итальянских гонок 2013 года. Остальные три путёвки организаторы предоставили итальянским Bardiani-CSF и Yellow Fluo, а также колумбийской команде Colombia.
Всего на старт вышли 198 гонщиков из 22 команд:
| - Ag2r–La Mondiale - Androni Giocattoli-Venezuela - Astana Pro Team - Bardiani-CSF - Belkin Pro Cycling - BMC Racing Team - Cannondale - Colombia - Team Europcar - FDJ.fr - Garmin-Sharp | - Team Giant-Shimano - Team Katusha - Lampre-Merida - Lotto-Belisol - Movistar Team - Yellow Fluo - Omega Pharma-Quick Step - Orica GreenEDGE - Team Sky - Tinkoff-Saxo - Trek Factory Racing |

## Маршрут
Гонка стартует в пятницу 9 мая в столице Северной Ирландии Белфасте, с командной гонки на время. На третьем этапе гонщики финишируют в столице Ирландии Дублине. Затем последует перелёт на юг Италии в Апулию, из-за которого гонщикам предоставят дополнительный выходной 12 мая.
Из Апулии через Базиликату маршрут гонки повернёт на север через регионы Кампания, Лацио, Умбрии и Марке с финишем в гору Монтекопиоло на 8-м этапе до Эмилии-Романьи, где после второго дня отдыха двинется на запад через Лигурию в Пьемонт. В Пьемонте маршрут гонки проследует на восток через Ломбардию, Трентино-Альто-Адидже и Венеция до самого финиша в Фриули-Венеция-Джулии, а гонщиков ожидают равнинная индивидуальная разделка длиной 46,4 км на 12-м этапе и первые высокогорные этапы в Альпах с подъёмами на Оропу и Монтекампионе на 14-м и 15-м этапах.
Третий день отдыха предусмотрен 26 мая. Вторая индивидуальная разделка длиной 26,8 км в гору Монте-Граппа состоится на 19-м этапе. На 20-м этапе гонщикам предстоит покорить подъёмы на Пассо-дель-Пура, Селла-Раццо и легендарный Дзонколан. Завершится гонка спринтерским этапом с финишем в Триесте..
Маршрут гонки состоит из 21 этапа общей протяжённостью 3449,9 км (по 164,3 км на этап в среднем) и содержит:
- 1 командную разделку
- 2 индивидуальные разделки
- 8 спринтерских этапов
- 1 холмистый этап
- 4 холмистых этапа с финишами в подъём
- 5 горных этапов с финишами в подъём

| Этап | Дата   | Маршрут                                                  | Длина, км   | Тип         | Тип         | Победитель       |             |
| ---- | ------ | -------------------------------------------------------- | ----------- | ----------- | ----------- | ---------------- | ----------- |
| 1    | 9 Мая  | Белфаст — Белфаст                                        | 21,7        |             | TTT         | Orica GreenEDGE  |             |
| 2    | 10 Мая | Белфаст — Белфаст                                        | 218         |             | Равнинный   | Марсель Киттель  |             |
| 3    | 11 Мая | Арма — Дублин                                            | 187         |             | Равнинный   | Марсель Киттель  |             |
|      | 12 Мая | День отдыха                                              | День отдыха | День отдыха | День отдыха | День отдыха      | День отдыха |
| 4    | 13 Мая | Джовинаццо — Бари                                        | 121         |             | Равнинный   | Насер Буханни    |             |
| 5    | 14 Мая | Таранто — Виджано                                        | 200         |             | Холмистый   | Диего Улисси     |             |
| 6    | 15 Мая | Сассано — Монтекассино                                   | 247         |             | Холмистый   | Майкл Мэттьюс    |             |
| 7    | 16 Мая | Фрозиноне — Фолиньо                                      | 214         |             | Равнинный   | Насер Буханни    |             |
| 8    | 17 Мая | Фолиньо — Монтекопиоло                                   | 174         |             | Холмистый   | Диего Улисси     |             |
| 9    | 18 Мая | Луго — Сестола                                           | 174         |             | Холмистый   | Питер Венинг     |             |
|      | 19 Мая | День отдыха                                              | День отдыха | День отдыха | День отдыха | День отдыха      | День отдыха |
| 10   | 20 Мая | Модена — Сальсомаджоре-Терме                             | 184         |             | Равнинный   | Насер Буханни    |             |
| 11   | 21 Мая | Коллеккьо — Савона                                       | 249         |             | Холмистый   | Майкл Роджерс    |             |
| 12   | 22 Мая | Барбареско — Бароло                                      | 41,9        |             | Разделка    | Ригоберто Уран   |             |
| 13   | 23 Мая | Фоссано — Ривароло-Канавезе                              | 158         |             | Равнинный   | Марко Канола     |             |
| 14   | 24 Мая | Алье — Сакро-Монте-ди-Оропа                              | 162         |             | Горный      | Энрико Баттальин |             |
| 15   | 25 Мая | Вальденго — Монтекампионе                                | 217         |             | Горный      | Фабио Ару        |             |
|      | 26 Мая | День отдыха                                              | День отдыха | День отдыха | День отдыха | День отдыха      | День отдыха |
| 16   | 27 Мая | Понте-ди-Леньо — Валь-Мартелло/Мартеллталь               | 139         |             | Горный      | Наиро Кинтана    |             |
| 17   | 28 Мая | Сарнонико — Витторио-Венето                              | 204         |             | Равнинный   | Стефано Пирацци  |             |
| 18   | 29 Мая | Беллуно — Риф. Панаротта (Вальсугана)                    | 171         |             | Горный      | Хулиан Арредондо |             |
| 19   | 30 Мая | Бассано-дель-Граппа — Чима-Граппа (Креспано-дель-Граппа) | 26,8        |             | Разделка    | Наиро Кинтана    |             |
| 20   | 31 Мая | Маниаго — Дзонколан                                      | 167         |             | Горный      | Майкл Роджерс    |             |
| 21   | 1 Июня | Джемона-дель-Фриули — Триест                             | 169         |             | Равнинный   | Лука Мезгец      |             |

## Обзор гонки

### 1-й этап
Командную гонку с раздельным стартом на время выиграли вице-чемпионы мира в этом виде программе — гонщики австралийской команды Orica GreenEDGE. Первым финишную черту пересёк канадский ветеран Свейн Тафт, праздновавший в день этапа 37-летие. Катастрофой завершилось выступление одного из фаворитов этапа — американской команды Garmin-Sharp. Во время гонки колесо одного из гонщиков попало на влажный от дождя канализационный люк, что спровоцировало завал 5 членов команды. В результате эта команда проиграла победителям более трёх минут, а одни из её лидеров — ирландец Дэниэл Мартин при падении сломал ключицу и сошёл с гонки уже на первом этапе. С аналогичной травмой сошёл и испанец Кольдо Фернандес.

### 2-й этап
Второй этап прошёл по классическому сценарию. Основные спринтерские команды без проблем контролировали отрыв из четырёх человек, а в финале победу разыграли сильнейшие спринтеры. Победу одержал немец Марсель Киттель, вошедший в клуб велогонщиков, имеющих победы на этапах всех трёх Гранд Туров. Розовая майка перешла от Тафта к спринтеру Orica GreenEDGE — Майклу Мэттьюсу.

### 3-й этап
Третий этап стал копией предыдущего этапа. На равнинном рельефе основная группа спокойно контролировала отрыв, а в финишном ускорении вновь сильнейшим стал Киттель, одержавший победу в день своего 26-летия.

### 4-й этап
Марсель Киттель из-за болезни не вышел на старт первого этапа в Италии. В его отсутствие сильнейшим в спринтерском ускорении стал экс-чемпион Франции Насер Буханни. Несмотря на 49-е место на этапе, Майкл Мэттьюс сохранил розовую майку лидера.

### 5-й этап
Первый холмистый этап завершился массовым спринтом в финишный пригорок несмотря на многочисленные попытки отрывов. В решающем ускорении сильнейшим оказался итальянец Диего Улисси, одержавший вторую победу на Джиро в своей карьере. В секунде позади него расположилась большая группа гонщиков, в которую вошли все фавориты в борьбе за итоговую победу. Спринт из этой группы выиграл экс-чемпион мира Кадел Эванс, опередивший колумбийского дебютанта Хулиана Арредондо.

### 6-й этап
На результаты шестого этапа определяющее влияние оказал массовый завал, случившийся за десять с половиной километров до финишной черты. Из-за него сформировалась лидерская группа из 8 гонщиков, в которую входили в том числе один из фаворитов общего зачёта Кадел Эванс и обладатель розовой майки Майкл Мэттьюс. На финише Мэттьюс воспользовался более острым финишным ускорением и одержал победу на этапе. 49 секунд победителям проиграла группа, в которой находилось большинство претендентов на общую победу — Наиро Кинтана, Доменико Поццовиво, Ригоберто Уран и другие. Более 15 минут на этапе проиграл Николас Роч, более 18 — Хулиан Арредондо. Лидер Team Katusha Хоаким Родригес уступил более семи минут. После финиша у него был диагностирован перелом рёбер и испанец досрочно завершил гонку.

### 7-й этап
Победу на очередном спринтерском этапе вновь одержал французский спортсмен Насер Буханни, который в финишном ускорении на полколеса опередил итальянского спринтера Джакомо Ниццоло. Победа помогла Буханни выйти в лидеры очковой классификации.

### 8-й этап
Основные действия на восьмом этапе развернулись при прохождении вершины первой категории Cippo di Carpegna. На ней из раннего отрыва атаковали Хулиан Арредондо и Стефано Пирацци, а ближе к вершине колумбиец ушёл в сольный отрыв. За три километра до финиша его добрал атаковавший из основной группы француз Пьер Роллан, которые смог пролидировать до последнего километра. Но после финишного ускорения гонщиков из основной группы Роллан не нашёл сил поддержать атаку и завершил гонку 15-м. А вторую победу на Джиро одержал Диего Улисси, обошедший в финишном спурте хорвата Роберта Кишерловски. Лидером общего зачёта с минутным преимуществом стал Кадел Эванс. Экс-лидер гонки Майкл Мэттьюс вместе с остальными спринтерами проиграл победителю более 34 минут.

### 9-й этап
Победу на девятом этапе разыграли двое беглецов, представлявшие ранний отрыв. В финишной борьбе, сопровождавшейся сюрплясом голландец Питер Венинг обошёл итальянца Давиде Малакарне. В группе фаворитов наибольшую активность проявил Доменико Поццовиво, атаковавший за несколько километров до финиша и на полминуты опередивший группу основных претендентов на розовую майку, в которой находился и лидер общего зачёта Кадел Эванс.

### 10-й этап
За 10 километров до финиша равнинного этапа группа настигла отрыв дня, состоявший из двух итальянцев — Марко Бандьеры и Андреа Феди. Несмотря на завал на последнем километре все сильнейшие спринтеры смогли его избежать. В финишном ускорении сильнейшим в третий раз на этой Джиро стал Насер Буханни, вновь обошедший Джакомо Ниццоло.

### 11-й этап
Трёхкратный чемпион мира в гонке на время, австралиец Майкл Роджерс стал триумфатором пересечённого этапа. Он атаковал на спуске с вершины второй категории и довёл своё преимущество до 40 секунд. Контратака пелотона привела лишь к сокращению разрыва до десяти секунд. Спринт из группы, в которой находились все сильнейшие гонщики, выиграл немец Симон Гешке.

### 12-й этап
Колумбийский гонщик Omega Pharma-Quick Step Ригоберто Уран выиграл пересечённую разделку и стал лидером общего зачёта. При этом Уран стал первым в истории колумбийцем, который примерил розовую майку. 1:17 Урану проиграл триумфатор двух этапов Джиро Диего Улисси. Полторы минуты победителю уступил Кадел Эванс, рядом с ним расположился обладатель белой майки — Рафал Майка. Доменико Поццовиво уступил 2:09 и стал девятым, Наиро Кинтана расположился с отставанием в 2:41 на тринадцатой позиции, капитан Astana Pro Team Фабио Ару уступил три минуты. В общем зачёте преимущество Урана над Эвансом составило 37 секунд, над Майкой — 1:52, над Поццовиво — 2:32, а над Кинтаной — три с половиной минуты.

### 13-й этап
Неблагоприятные погодные условия (дождь со снегом и шквальный ветер) затруднили группе преследование гонщиков из отрыва. В итоге пелотону не хватило нескольких сотен метров, чтобы догнать тройку беглецов, оторвавшихся от отрыва дня на заключительных 15 километрах. Сильнейшим в спринте из отрыва стал представитель Bardiani-CSF Марко Канола. Финиш из группы, который состоялся через 11 секунд после финиша этапа, традиционно выиграл Насер Бухани, обошедший своего главного соперника на этой Джиро Джакомо Ниццоло.

### 14-й этап
Второй этап подряд завершился победой из отрыва гонщика команды Bardiani-CSF. На этот раз сильнейшим оказался Энрико Баттальин, обошедший на финишной прямой своих попутчиков по отрыву Дарио Катальдо и Харлинсона Пантано. Фавориты общего зачёта предпочли не вступать в борьбу за этап, а ограничиться борьбой друг с другом. Сильнейшим в этой борьбе оказался вице-чемпион прошлогоднего Тур де Франс Наиро Кинтана, который смог оторваться от преследователей вместе с Доменико Поццовиво, а на последнем километре ушёл и от итальянца. 20 секунд Кинтане проиграл экс-лидер общего зачёта Кадел Эванс, ещё спустя несколько секунд финишировал Ригоберто Уран, который несмотря на неубедительное выступление смог защитить розовую майку и минимизировать свой проигрыш остальным конкурентам.

### 15-й этап
Капитан Astana Pro Team Фабио Ару первым покорил вершину горы Монтекампионе. Успех ему принесла сольная атака за три километра до финиша. Первоначально атаку поддержал лидер гонки Ригоберто Уран, но вскоре он отстал от итальянца и в итоге проиграл ему 42 секунды. А ближайшими преследователями Ару стали колумбийцы Фабио Дуарте и Наиро Кинтана, а также француз Пьер Роллан, которые уступили итальянцу 22 секунды. Более минуты Ару уступили Кадел Эванс и Доменико Поццовиво. Лидерство в общем зачёте перед последним днём отдыха сохранил Уран, нарастивший своё преимущество над Эвансом до одной минуты.

### 16-й этап
Королевский горный этап, проходивший по легендарным горам Гавия и Стельвио убедительно выиграл главный предстартовый фаворит Джиро — колумбиец Наиро Кинтана. Он атаковал на спуске с высочайшей горы этой Джиро — Пассо Стельвио (приз Cima Coppi на ней выиграл Дарио Катальдо). Его атаку поддержали Пьер Роллан, Райдер Хешедаль и помощник Кинтаны Горка Исагирре. При этом некоторые гонщики ошибочно посчитали, что спуск со Стельвио будет нейтрализован и не стали активно преследовать беглецов. К подножью решающего подъёма преимущество беглецов составило около двух минут, а на подъёме к Валь-Мартелло Кинтана практически единолично увеличил преимущество до трёх минут. В середине восхождения Роллан отстал от лидеров, а на последнем километре темпа Кинтаны не выдержал и Хешедаль, уступивший победителю 8 секунд. Лучший из группы преследователей — Вилко Келдерман проиграл 3:32, рядом с ним финишировали Поццовиво и Ару. 4:11 Кинтане проиграл соотечественник Ригоберто Уран, почти пять минут — Кадел Эванс. В общем зачёте Кинтана не только отыграл отставание в 2:40 от Урана, но и перехватил лидерство в общем зачёте с преимуществом над соотечественником в 1:41.

### 17-й этап
Транзитный равнинный 17-й этап закончился победой отрыва. Благодаря сольной атаке за километр до финиша свою первую победу на Джиро одержал горный король прошлогодней гонки — итальянец Стефано Пирацци. Ни один из его четырёх попутчиков не смог удержаться у него на колесе. Общая группа не стала активно преследовать отрыв, готовясь к будущим горным стартам, и проиграла победителю более 15 минут, что однако не привело к существенным перестановкам в общем зачёте.

### 18-й этап
Обладатель синей майки горного короля Хулиан Арредондо первенствовал на первом из трёх решающих этапов. Он предпринял сольную атаку за 4,5 км до финиша, добрал ранее атаковавшего Франко Пелидзотти и одержал сольную победу. Ближайшим преследователем Арредондо оказался его соотечественник Фабио Дуарте, отставший на 17 секунд. Внутриколумбийское противостояние продолжилось и в борьбе за розовую майку между Кинтаной и Ураном, однако они, и их основные конкуренты финишировали компактной группой, что мало повлияло на генеральную классификацию. Главным же проигравшим стал экс-лидер Кадел Эванс, отставший от группы фаворитов в середине решающего подъёма и проигравший им около полутора минут, что отбросило его с третьего на девятое место в общем зачёте. На промежуточное третье место поднялся Пьер Роллан из Team Europcar.

### 19-й этап
Лидер общего зачёта Наиро Кинтана уверенно первенствовал на горной разделке, проходившей по склонам горы Монте Граппа. Кинтана преодолел 19,3 км подъёма за 55:03 со средней скоростью 20,926 км/ч и показал итоговое время 1:05:37. Единственным конкурентоспособным соперником колумбийца стал молодой итальянец Фабио Ару из Astana Pro Team, проигравший ему 17 секунд. Этот результат позволил Ару подняться на третье место в общем зачёте, причём оказаться в непосредственной близости от Ригоберто Урана, который завершил этап третьим, но с отставанием от Кинтаны почти в полторы минуты. Этот результат привёл к тому, что разрыв в общем зачёте между двумя колумбийцами увеличился почти в два раза и перед решающим этапом составил 3:07.

### 20-й этап
Победу на легендарной вершине Дзонколан одержал австралийский спортсмен Майкл Роджерс, ставший сильнейшим в раннем отрыве. Его ближайшими преследователями стали итальянцы Франко Пелидзотти и Франческо Мануэль Бонджорно, проигравшие австралийцу 38 и 49 секунд соответственно. Большинство лидеров общего зачёта провели консервативную оборонительную гонку почти без атак. Сильнейшими из основной группы стали два колумбийца Кинтана и Уран, финишировавшие 16-м и 17-м с четырёхминутным отставанием. 5 минут Роджерсу проиграла группа Фабио Ару, который защитил своё третье место в общем зачёте.

### 21-й этап
Традиционный этап дружбы завершился традиционным спринтом среди оставшихся в гонке спринтеров. Победу одержал словенский спринтер Лука Мезгец, для которого этот успех стал первым на Гранд Турах. Вторым традиционно на этой Джиро стал итальянский спринтер Джакомо Ниццоло. Насер Буханни стал четвёртым, но уверенно победил в очковой классификации, завоевав красную майку. В генеральной классификации изменений не было — Наиро Кинтана финишировал в общей группе и выиграл Джиро д’Италия.

## Лидеры классификаций
| Этап | Победитель       | Общий зачёт    | Спринтерская классификация | Горная классификация | Молодёжная классификация | Trofeo Fast Team        | Trofeo Super Team       |   |              |                 |                 |
| ---- | ---------------- | -------------- | -------------------------- | -------------------- | ------------------------ | ----------------------- | ----------------------- | - | ------------ | --------------- | --------------- |
| Этап | Победитель       | 1              | Orica GreenEDGE            | Свейн Тафт           | —                        | Trofeo Fast Team        | Trofeo Super Team       | — | Люк Дарбридж | Orica GreenEDGE | Orica GreenEDGE |
| 2    | Марсель Киттель  | Майкл Мэттьюс  | Марсель Киттель            | Мартен Тьяллинги     | Майкл Мэттьюс            |                         |                         |   |              | Orica GreenEDGE | Orica GreenEDGE |
| 3    | Марсель Киттель  | Майкл Мэттьюс  | Марсель Киттель            | Мартен Тьяллинги     | Майкл Мэттьюс            | Team Sky                |                         |   |              | Orica GreenEDGE |                 |
| 4    | Насер Буханни    | Майкл Мэттьюс  | Насер Буханни              | Мартен Тьяллинги     | Майкл Мэттьюс            | Team Giant-Shimano      |                         |   |              | Orica GreenEDGE |                 |
| 5    | Диего Улисси     | Майкл Мэттьюс  | Элиа Вивиани               | Мартен Тьяллинги     | Майкл Мэттьюс            | Team Giant-Shimano      | Astana Pro Team         |   |              |                 |                 |
| 6    | Майкл Мэттьюс    | Майкл Мэттьюс  | Элиа Вивиани               | Майкл Мэттьюс        | Майкл Мэттьюс            | Team Giant-Shimano      | BMC Racing Team         |   |              |                 |                 |
| 7    | Насер Буханни    | Майкл Мэттьюс  | Насер Буханни              | Майкл Мэттьюс        | Майкл Мэттьюс            | Team Giant-Shimano      | BMC Racing Team         |   |              |                 |                 |
| 8    | Диего Улисси     | Кэдел Эванс    | Насер Буханни              | Хулиан Арредондо     | Рафал Майка              | Trek Factory Racing     | BMC Racing Team         |   |              |                 |                 |
| 9    | Питер Венинг     | Кэдел Эванс    | Насер Буханни              | Хулиан Арредондо     | Рафал Майка              | Omega Pharma-Quick Step | Lampre-Merida           |   |              |                 |                 |
| 10   | Насер Буханни    | Кэдел Эванс    | Насер Буханни              | Хулиан Арредондо     | Рафал Майка              | Omega Pharma-Quick Step | Lampre-Merida           |   |              |                 |                 |
| 11   | Майкл Роджерс    | Кэдел Эванс    | Насер Буханни              | Хулиан Арредондо     | Рафал Майка              | Omega Pharma-Quick Step | Lampre-Merida           |   |              |                 |                 |
| 12   | Ригоберто Уран   | Ригоберто Уран | Насер Буханни              | Хулиан Арредондо     | Рафал Майка              | Omega Pharma-Quick Step | Lampre-Merida           |   |              |                 |                 |
| 13   | Марко Канола     | Ригоберто Уран | Насер Буханни              | Хулиан Арредондо     | Рафал Майка              | Omega Pharma-Quick Step | Lampre-Merida           |   |              |                 |                 |
| 14   | Энрико Баттальин | Ригоберто Уран | Насер Буханни              | Хулиан Арредондо     | Рафал Майка              | Omega Pharma-Quick Step | Lampre-Merida           |   |              |                 |                 |
| 15   | Фабио Ару        | Ригоберто Уран | Насер Буханни              | Хулиан Арредондо     | Рафал Майка              | Omega Pharma-Quick Step | Lampre-Merida           |   |              |                 |                 |
| 16   | Наиро Кинтана    | Наиро Кинтана  | Насер Буханни              | Хулиан Арредондо     | Наиро Кинтана            | Ag2r–La Mondiale        | Lampre-Merida           |   |              |                 |                 |
| 17   | Стефано Пирацци  | Наиро Кинтана  | Насер Буханни              | Хулиан Арредондо     | Наиро Кинтана            | Ag2r–La Mondiale        | Omega Pharma-Quick Step |   |              |                 |                 |
| 18   | Хулиан Арредондо | Наиро Кинтана  | Насер Буханни              | Хулиан Арредондо     | Наиро Кинтана            | Ag2r–La Mondiale        | Omega Pharma-Quick Step |   |              |                 |                 |
| 19   | Наиро Кинтана    | Наиро Кинтана  | Насер Буханни              | Хулиан Арредондо     | Наиро Кинтана            | Ag2r–La Mondiale        | Omega Pharma-Quick Step |   |              |                 |                 |
| 20   | Майкл Роджерс    | Наиро Кинтана  | Насер Буханни              | Хулиан Арредондо     | Наиро Кинтана            | Ag2r–La Mondiale        | Omega Pharma-Quick Step |   |              |                 |                 |
| 21   | Лука Мезгец      | Наиро Кинтана  | Насер Буханни              | Хулиан Арредондо     | Наиро Кинтана            | Ag2r–La Mondiale        | Omega Pharma-Quick Step |   |              |                 |                 |
| Итог | Итог             | Наиро Кинтана  | Насер Буханни              | Хулиан Арредондо     | Наиро Кинтана            | Ag2r–La Mondiale        | Omega Pharma-Quick Step |   |              |                 |                 |

## Итоговое положение
|    | Гонщик                   | Команда                 | Время       |
| -- | ------------------------ | ----------------------- | ----------- |
| 1  | Наиро Кинтана (COL)      | Movistar Team           | 88ч 14' 32" |
| 2  | Ригоберто Уран (COL)     | Omega Pharma-Quick Step | + 2' 58"    |
| 3  | Фабио Ару (ITA)          | Astana Pro Team         | + 4' 04"    |
| 4  | Пьер Роллан (FRA)        | Team Europcar           | + 5' 46"    |
| 5  | Доменико Поццовиво (ITA) | Ag2r–La Mondiale        | + 6' 32"    |
| 6  | Рафал Майка (POL)        | Tinkoff-Saxo            | + 7' 04"    |
| 7  | Вилко Келдерман (NED)    | Belkin Pro Cycling      | + 11' 00"   |
| 8  | Кадел Эванс (AUS)        | BMC Racing Team         | + 11' 51"   |
| 9  | Райдер Хешедаль (CAN)    | Garmin-Sharp            | + 13' 35"   |
| 10 | Роберт Кишерловски (CRO) | Trek Factory Racing     | + 15' 49"   |

|    | Гонщик                 | Команда             | Очки |
| -- | ---------------------- | ------------------- | ---- |
| 1  | Насер Буханни (FRA)    | FDJ.fr              | 291  |
| 2  | Джакомо Ниццоло (ITA)  | Trek Factory Racing | 265  |
| 3  | Роберто Феррари (ITA)  | Lampre-Merida       | 186  |
| 4  | Элиа Вивиани (ITA)     | Cannondale          | 174  |
| 5  | Бен Свифт (GBR)        | Team Sky            | 135  |
| 6  | Лука Мезгец (SLO)      | Team Giant-Shimano  | 128  |
| 7  | Энрико Баттальин (ITA) | Bardiani-CSF        | 108  |
| 8  | Тайлер Фаррар (USA)    | Garmin-Sharp        | 103  |
| 9  | Кадел Эванс (AUS)      | BMC Racing Team     | 96   |
| 10 | Тим Виленс (BEL)       | Lotto-Belisol       | 94   |

|    | Гонщик                   | Команда                      | Очки |
| -- | ------------------------ | ---------------------------- | ---- |
| 1  | Хулиан Арредондо (COL)   | Trek Factory Racing          | 173  |
| 2  | Дарио Катальдо (ITA)     | Team Sky                     | 132  |
| 3  | Наиро Кинтана (COL)      | Movistar Team                | 88   |
| 4  | Тим Виленс (BEL)         | Lotto-Belisol                | 79   |
| 5  | Робинсон Шалапуд (COL)   | Colombia                     | 73   |
| 6  | Джонатан Монсальве (VEN) | Yellow Fluo                  | 68   |
| 7  | Фабио Ару (ITA)          | Astana Pro Team              | 57   |
| 8  | Пьер Роллан (FRA)        | Team Europcar                | 46   |
| 9  | Жарлинсон Пантано (COL)  | Colombia                     | 43   |
| 10 | Франко Пелидзотти (ITA)  | Androni Giocattoli-Venezuela | 42   |

|    | Гонщик                | Команда            | Время        |
| -- | --------------------- | ------------------ | ------------ |
| 1  | Наиро Кинтана (COL)   | Movistar Team      | 88ч 14' 32"  |
| 2  | Фабио Ару (ITA)       | Astana Pro Team    | + 4' 04"     |
| 3  | Рафал Майка (POL)     | Tinkoff-Saxo       | + 7' 04"     |
| 4  | Вилко Келдерман (NED) | Belkin Pro Cycling | + 11' 00"    |
| 5  | Себастьян Энао (COL)  | Team Sky           | + 56' 24"    |
| 6  | Георг Прайдлер (AUT)  | Team Giant-Shimano | + 1ч 05' 03" |
| 7  | Микель Ланда (ESP)    | Astana Pro Team    | + 1ч 23' 06" |
| 8  | Марк Гус (NED)        | Belkin Pro Cycling | + 1ч 30' 43" |
| 9  | Ян Поланц (SLO)       | Lampre-Merida      | + 1ч 45' 31" |
| 10 | Павел Полянски (POL)  | Tinkoff-Saxo       | + 2ч 04' 29" |

|    | Команда                 | Время        |
| -- | ----------------------- | ------------ |
| 1  | Ag2r–La Mondiale        | 264ч 30' 55" |
| 2  | Omega Pharma-Quick Step | + 19' 32"    |
| 3  | Tinkoff-Saxo            | + 27' 12"    |
| 4  | BMC Racing Team         | + 1ч 08' 24" |
| 5  | Movistar Team           | + 1ч 13' 52" |
| 6  | Astana Pro Team         | + 1ч 26' 51" |
| 7  | Team Sky                | + 1ч 28' 05" |
| 8  | Lampre-Merida           | + 1ч 47' 02" |
| 9  | Team Europcar           | + 2ч 04' 31" |
| 10 | Trek Factory Racing     | + 2ч 14' 58" |

|    | Команда                      | Очки |
| -- | ---------------------------- | ---- |
| 1  | Omega Pharma-Quick Step      | 327  |
| 2  | Bardiani-CSF                 | 303  |
| 3  | Trek Factory Racing          | 294  |
| 4  | Team Sky                     | 294  |
| 5  | Ag2r–La Mondiale             | 285  |
| 6  | Lampre-Merida                | 280  |
| 7  | Team Giant-Shimano           | 278  |
| 8  | Tinkoff-Saxo                 | 262  |
| 9  | Androni Giocattoli-Venezuela | 224  |
| 10 | BMC Racing Team              | 211  |